# 彭科战役
彭科战役发生于1550年3月12日，参战双方是马普切人战争领袖艾利亚菲卢指挥的60000名马普切人及他在阿劳卡尼亚和图卡佩尔的盟友与佩德罗·德·巴尔迪维亚的200名西班牙人步、骑兵及许多印第安人仆从，其中包括米奇马隆戈首领指挥的300名马波乔人预备兵。这场战役是西班牙人保卫他们新建的彭科堡垒的一战，是阿劳卡尼亚战争的一部分。

## 历史
战争领袖艾利亚菲卢在安达连战役战败之后，便从阿劳卡尼亚和图卡佩尔两地集结了一万名战士，来补充他的已被损耗的15000人的军队，并准备攻击巴尔迪维亚在彭科的新拓居地。与此同时，巴尔迪维亚的军队花了八天时间围绕他的新拓居地建造了一座周长1500步的堡垒，并且这座堡垒的壕沟深度和宽度都有约3.7米。壕沟上还被打入了一道树干做成的墙，他们挖出来的土就被用来填在墙的后面。堡垒有三扇大门，还有建造精良的棱堡，而棱堡上有火炮。随着这座堡垒的建造，巴尔迪维亚也于1550年3月3日在那里建造了新尽头的康塞普西翁这座城市。他还派出了骑兵巡逻队去叫当地的马普切人归降于西班牙的统治并向西班牙人提供食物和服务。
在3月12日，艾利亚菲卢的六万战士大军被分成了四部分：三个分队向彭科堡垒进军，另有5000名散兵负责掩护他们的行进和调度。当他们抵达了，他们便从各个方向包围了堡垒，但是他们没办法攻击这些很深的壕沟和壕沟后面的墙。他们只能对围墙发射箭矢和石头，并用言语高声威吓，但是里面的西班牙人仍是安全的。在堡垒内部，一些征服者不满于被如此包围，不满于让马普切人士气高涨，让他们觉得西班牙人不敢跟他们在野外战斗。这些征服者们认为他们的骑兵是一定能在野外击败这些敌人的。
与此同时，西班牙人认出了马普切人的指挥官是曾在安达连被打败过的艾利亚菲卢，他们还看见，这些马普切分队是互相分离的，不容易互相支援。赫罗尼莫·德·阿尔德雷特未经巴尔迪维亚的允许便挑选了艾利亚菲卢的分队，向他们发动了强有力的骑兵冲锋，但是马普切人已经学会了聚拢队列并伸出他们的铜头长矛，于是他们击退了西班牙人的冲锋。西班牙人的一些马匹受伤，而马普切人毫发无损。
巴尔迪维亚意识到自己已经被阿尔德雷特逼迫了，于是他派佩德罗·德·比利亚格拉带领剩下的骑兵，并指挥士兵用火枪和火炮向艾利亚菲卢齐射，来削弱他的指挥。赫罗尼莫·德·阿尔德雷特和佩德罗·德·比利亚格拉随后领导了一场新的冲锋并在第一次突击中就突破了艾利亚菲卢的混乱的分队。之后这些人逃跑，而西班牙人追击。看到了这一场景后，另外两位马普切指挥官的分队也立即溃退了。在这场骑兵冲锋中，300名印第安人阵亡，其中包括艾利亚菲卢。战场上到处都是丢弃的武器。当逃跑的马普切人进入了骑兵跟不上的地域后，西班牙步兵和米奇马隆戈的战士随后又杀了许多人。根据比瓦尔所说，在这场追击后，马普切人共损失了4000人；而根据洛韦拉所说，还有200名马普切人被俘虏，其中包括许多军队首领。巴尔迪维亚斩掉了每个俘虏的鼻子和一只手并放他们回去了，以作为一个讯息，叫马普切人现在要屈服于西班牙的统治。不久后，那些马普切首领们就向西班牙人投降了。

## 额外信息